# Balliranoite
La balliranoite è un minerale e, in particolare, un feldspatoide del gruppo della cancrinite approvato dall'Associazione Mineralogica Internazionale (IMA) nel 2009.
Denominato in onore di Paolo Ballirano, docente di cristallografia all'Università La Sapienza di Roma.
La balliranoite è l'analogo della davyna con CO3 e della cancrinite con Ca-Cl.

## Morfologia
L'olotipo della balliranoite si presenta in piccoli cristalli prismatici grossolani e in granuli.

## Origine e giacitura
La balliranoite è stata scoperta sul Vesuvio nelle cavità di una roccia alcalina analoga allo skarn prodotta da un processo metasomatico fra il magma alcalino e il calcare.